# Katsuya Saitō
Katsuya Saitō (japanisch 斎藤 勝也; * 3. März 1940 in Aichi) ist ein ehemaliger japanischer Radrennfahrer.

## Sportliche Laufbahn
Saitō war Bahnradsportler. Er war Teilnehmer der Olympischen Sommerspiele 1960 in Rom. In der Mannschaftsverfolgung schied der japanische Vierer mit Tetsuo Ōsawa, Kanji Kubomura, Nobuhira Takanuki und Katsuya Saitō in der Qualifikation aus.
Bei den Asienspielen 1958 gewann er die Goldmedaille in der Mannschaftsverfolgung.